# Soral
Soral (toponimo francese) è un comune svizzero di 822 abitanti del Canton Ginevra.

## Storia
Il comune di Soral è stato istituito nel 1850 con la soppressione del comune di Laconnex-Soral e la sua divisione nei nuovi comuni di Laconnex e Soral.

## Monumenti e luoghi d'interesse

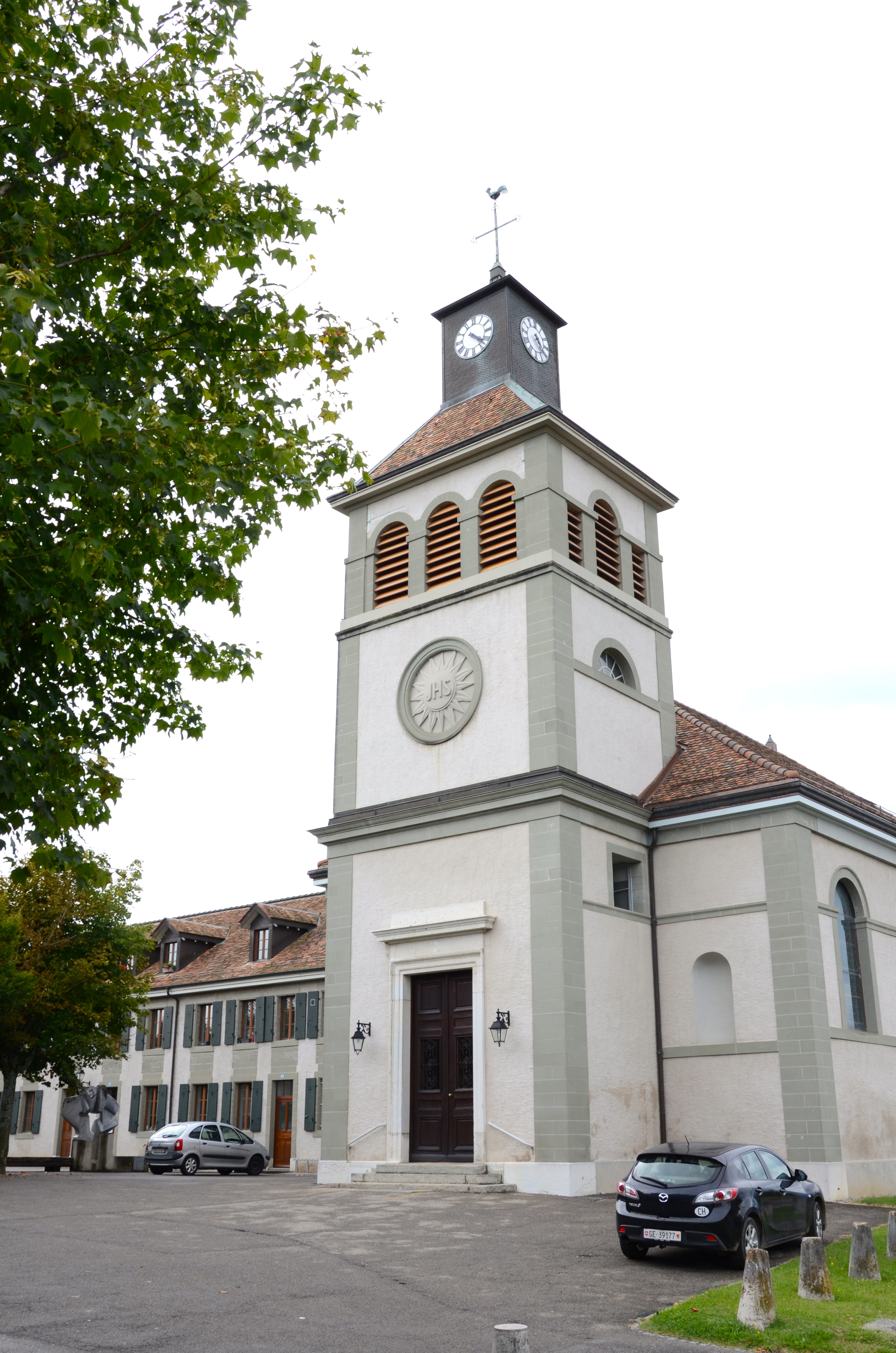
La chiesa di San Pietro in Vincoli

- Chiesa cattolica di San Pietro in Vincoli, eretta nel 1831[1].

## Società

### Evoluzione demografica
L'evoluzione demografica è riportata nella seguente tabella:
Abitanti censiti

## Amministrazione
Ogni famiglia originaria del luogo fa parte del comune patriziale che ha la responsabilità della manutenzione di ogni bene comune.